# Contrôle actif du bruit
 (février 2014).
Si vous disposez d'ouvrages ou d'articles de référence ou si vous connaissez des sites web de qualité traitant du thème abordé ici, merci de compléter l'article en donnant les références utiles à sa vérifiabilité et en les liant à la section « Notes et références ».
Pour les articles homonymes, voir ANC.

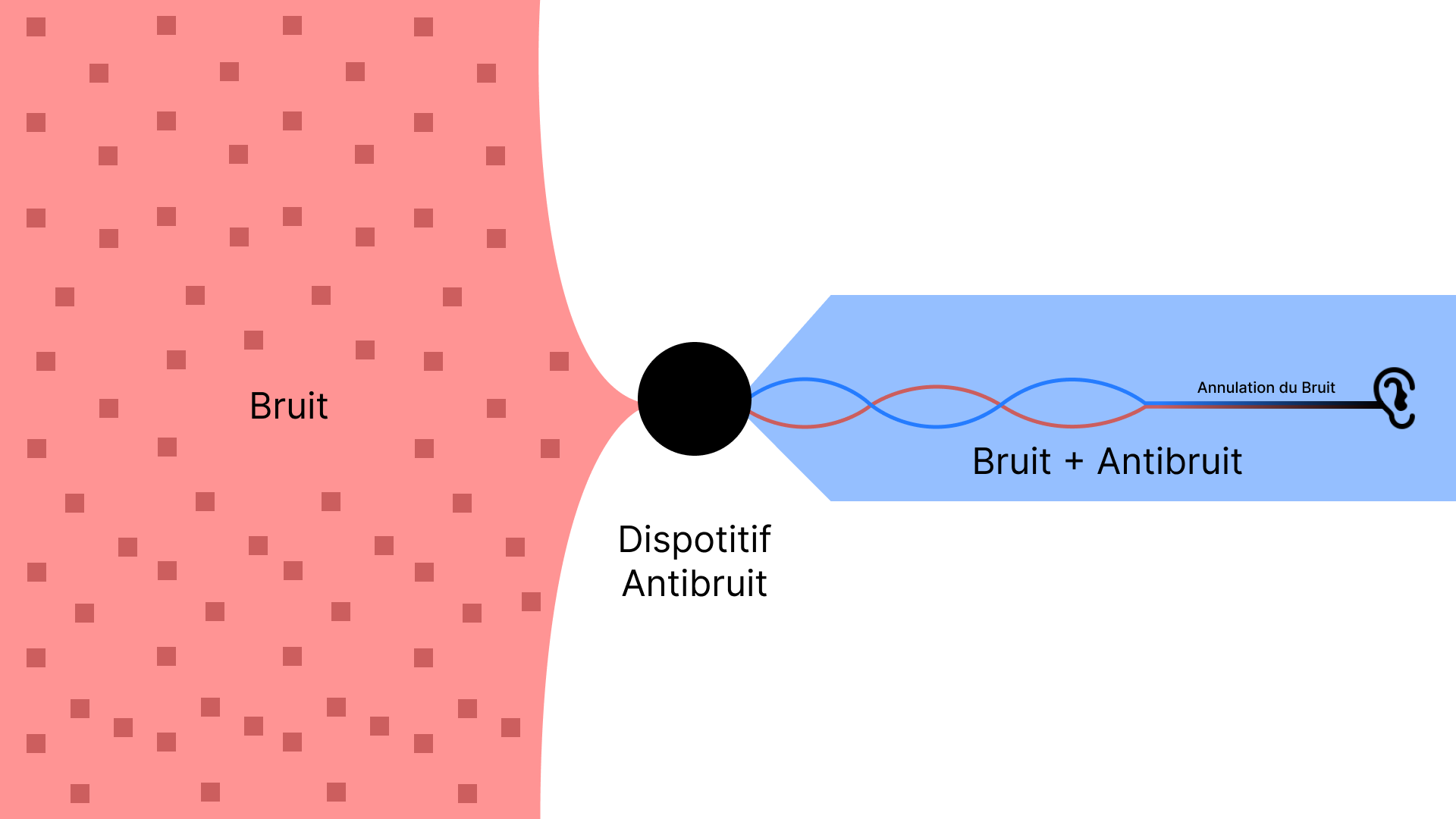
Principe de la réduction active du bruit.

Le contrôle actif du bruit ou « antibruit » (en anglais, active noise control  abrégé en ANC) est une technique de réduction du bruit par l’utilisation de sources sonores auxiliaires.
Le contrôle actif s'oppose à la réduction passive, c'est-à-dire l'isolation phonique par des parois lourdes associées à des matériaux absorbants. Le principe du contrôle actif du bruit consiste à diffuser, par un haut-parleur piloté par un dispositif électronique, une onde sonore qui s'oppose à celle qu'on veut atténuer. Pour avoir une certaine efficacité quelle que soit la longueur d'onde, le dispositif doit être installé soit à proximité immédiate de la source à traiter ou du point où l'on contrôle le bruit — à une fraction de la plus faible longueur d'onde —, soit dans un trajet obligé du son à réduire, comme un conduit entre deux volumes. Les écouteurs placés à l'entrée du conduit auditif sont bien placés pour arriver à un bon résultat, malgré la conduction osseuse du bruit. La mise en œuvre du contrôle actif du bruit est complexe et dépend de la continuité de l'alimentation électrique.
Pour obtenir des résultats dans des conditions moins strictes, des réseaux de haut-parleurs peuvent être utilisés pour réaliser une synthèse de champ acoustique.

## Principe de base
Le bruit est un son indésirable. Le son est une fluctuation de pression. Si une source auxiliaire (dite secondaire) émet une onde de pression (un son) avec la même amplitude et en opposition de phase avec le son indésirable, les deux champs de pression se superposent pour donner le silence. Quand deux ondes sont en opposition de phase, le maximum positif de l'une coïncide avec le maximum négatif de l'autre et réciproquement : la somme des deux ondes s'annule. Dans la pratique, il n'en résulte pas exactement le silence, mais une réduction du bruit plus ou moins importante en fonction de la méthode utilisée pour générer le signal qui s'oppose au bruit.
Un système de réduction de bruit active consiste en une boucle de contre-réaction comprenant un microphone et un haut-parleur. Ce dernier est alimenté par un signal constitué par la différence entre le signal qu'on voudrait entendre (silence, musique ou communication par exemple) et celui du microphone.
Dans les systèmes utilisés actuellement, les sources secondaires émettent un bruit calculé en temps réel par des DSP (processeurs dédiés au traitement du signal).

## Avantages du contrôle actif du bruit
Le contrôle actif possède plusieurs avantages parmi lesquels[réf. nécessaire] :
- une efficacité accrue pour le traitement des basses fréquences, pour lesquelles les matériaux absorbants acoustiques passifs sont peu efficaces sauf en forte épaisseur (donc encombrants) ;
- un encombrement et une masse réduits (particulièrement recherché en aéronautique par exemple) ;
- une capacité de traitement sélective (notions de design sonore): on peut, en réglant le générateur de signal, modifier l'impédance acoustique de la paroi sur laquelle est installé le système, et ainsi modifier instantanément la réverbération de cette paroi.

## Exemples d'applications
- le casque antibruit actif ;
- l'échappement actif ;
- la réduction du bruit dans les gaines de ventilation ;
- la réduction du bruit dans les aéronefs ;
- la réduction du bruit dans les cheminées industrielles.

## Histoire
Le premier brevet sur le contrôle actif est attribué à Paul Lueg en 1934 (U.S. Patent 2,043,416), il expliquait comment annuler des sons purs dans des tuyaux.